# 飯島敏文
飯島 敏文（いいじま としふみ、1961年 - ）は、日本の教育学者。国立大学法人大阪教育大学教授。生駒市教育委員。
専攻は教育学、教育工学、教科教育学。

## 経歴
- 1961年長野県長野市生まれ。長野県長野高等学校卒、名古屋大学教育学部教育学科卒、名古屋大学大学院教育学研究科博士前期課程修了、名古屋大学大学院教育学研究科博士後期課程中途退学。教育学専攻。
- 名古屋大学教育学部および名古屋大学大学院教育学研究科において、教育方法学講座に所属し三枝孝弘や日比裕らの指導を受ける。同講座は上田薫、重松鷹泰らのはじめた授業分析を継承している。
- 1990年より大阪教育大学専任講師。その後、大阪教育大学助教授、准教授を経て、大阪教育大学教授。
- 現代社会における郷土教育の教育的価値の再評価を目指した「郷土教育」[1]に関心を持ち、理論的実践的研究を行う一方、「授業分析」アプローチにより子どもの情報処理プロセスの解明に取り組む。
- 子どもの発言から、思考の関連構造を記述するアプローチを提案している。（脚注1、2）
- 所属学会は、日本教育学会、日本教育工学会等。

## 動向
上田薫・重松鷹泰らの「RR方式による子どもの思考体制の研究」、「授業分析の理論と実際」など、授業過程における子どもの思考の変化を把握するアプローチをおこなっている。基本的な社会科観、授業観は、成立期社会科の問題解決学習あるいはJ.デューイのプラグマティズムによるところが大きいが、それらをベースとしつつもあらゆる教育的契機を「郷土」に求めようとする点が特徴である。

## 論文等
- 奥田真丈・河野重男監修『現代学校教育大事典』（ぎょうせい、1993年）「郷土教育」、「郷土学習」
- 新井郁夫・亀井浩明・尾木和英編『学校・家庭・地域連携読本』（教育開発研究所、1996年） 「新しい観点からの郷土教育」、「ふるさと教育の進め方」

＜郷土教育関係＞
- 情報化社会における子どもと教育 ― 子どもの遊びの変遷とニューメディア ―
- 情報化社会における子どもと教育（2）─命あるものと接することの意義─
- 郷土概念の現代的解釈に基づく郷土教育実践の再構築 ―経験される対象としての郷土の変化と郷土における経験の変質―
- 学力の構造解明への郷土教育論的アプローチ(1) : 学力低下現象の検証必要性と学力向上への課題
- エコシステムとしての子どもの発達環境ー人間形成理念の社会的共有と諸教育機能不全の克服に向けての考察ー
- エコシステムとしての子どもの発達環境 そのⅡー我が国における教員養成システム及び教員処遇の展望と課題ー

＜子どもの情報処理過程＞
- 人工知能設計思想に基づく経験記述及び思考記述の試み
- 包括的教育システムへの環境影響評価的アプローチの意義と課題 ―教育的措置における科学的根拠の所在―
- 学習成果の評価における数量的処理の機能と課題 ―数量的処理の形成的評価への適用可能性の検討―
- 知識獲得過程における不可視領域としてのメディア‐情報価値生成過程への情報学的接近‐
- 情報処理・活用能力の形成に関与する諸要因の抽出と関連構造の解明(1)-情報処理・活用能力に関する事例的考察-
- 情報処理・活用能力の形成に関与する諸要因の抽出と関連構造の解明(2)―伝達される情報の量と質との関係性―
- 情報処理・活用能力の形成に関与する諸要因の抽出と関連構造の解明 (3)-情報的環境の補正による実体的環境の認識へのアプローチ-
- メディア・リテラシー育成の視点からのメディア考察―新聞報道における情報価値の創出―

＜その他＞
- 授業におけるインターネット利用の必要性と有効性-コンピューター設備の実態とインターネット有効利用の指針-
- 「基礎学力の向上」から「学力の基礎向上」への転回の必要性（1）─ゆとり教育から確かな学力への方針転換に当たって解決されるべき諸課題─
- 学力の構造解明への郷土教育論的アプローチ（2）−包括的教育システムの構築による学校教育システムの再活性化−